# Magnus Ahlqvist (företagsledare)
Magnus Ahlqvist, född 1974, är en svensk civilekonom och företagsledare.
Ahlqvist tillträdde som verkställande direktör och koncernchef för Securitas den 1 mars 2018. Han anställdes i Securitas som divisionschef för Security Services Europe i augusti 2015. Han har tidigare varit anställd inom Motorola Mobility, Sony och Sony Ericsson Mobile Communications. Ahlqvist har en masterexamen i företagsekonomi från Handelshögskolan i Stockholm, samt en examen i ledarskap från Harvard Business School.
Ahlqvist är uppvuxen i Göteborg och började som trainee på Ericsson år 1999.